# Kompania graniczna KOP „Bakszty Małe”

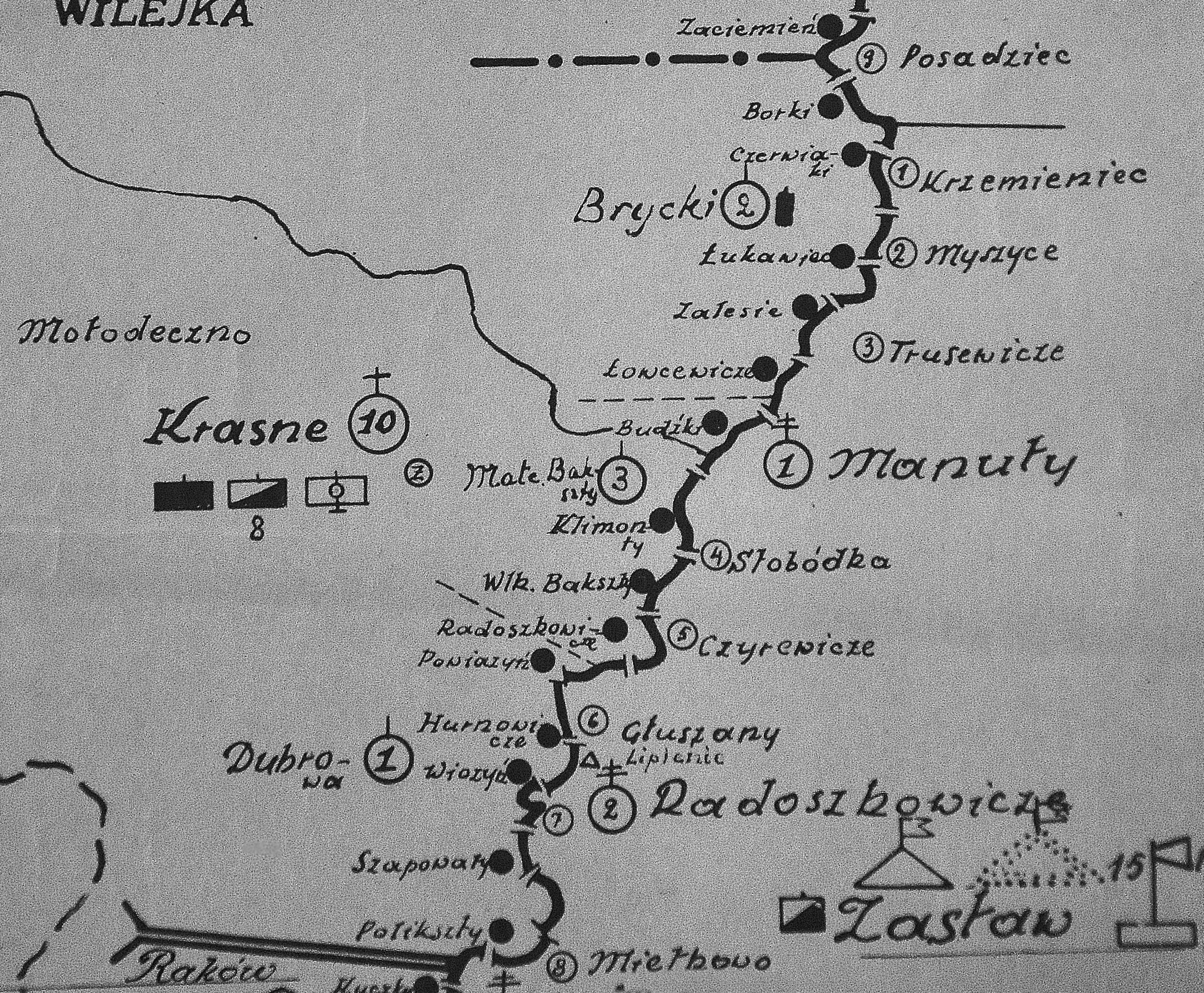
Rozmieszczenie batalionu KOP „Krasne” w 1931

Kompania graniczna KOP „Bakszty Małe” – pododdział graniczny Korpusu Ochrony Pogranicza pełniący służbę ochronną na granicy polsko-radzieckiej.

## Formowanie i zmiany organizacyjne
Na podstawie rozkazu szefa Sztabu Generalnego L. dz. 12044/O.de B./24 z 27 września 1924, w pierwszym etapie organizacji Korpusu Ochrony Pogranicza sformowano 10 batalion graniczny , a w jego składzie 11 kompanię graniczną KOP. W listopadzie 1936 kompania liczyła 2 oficerów, 8 podoficerów, 4 nadterminowych i 82 żołnierzy służby zasadniczej.
W 1939 3 kompania graniczna KOP „Bakszty Małe” podlegała dowódcy batalionu KOP „Krasne”.

## Służba graniczna
Podstawową jednostką taktyczną Korpusu Ochrony Pogranicza przeznaczoną do pełnienia służby ochronnej był batalion graniczny. Odcinek batalionu dzielił się na pododcinki kompanii, a te z kolei na pododcinki strażnic, które były „zasadniczymi jednostkami pełniącymi służbę ochronną”, w sile półplutonu. Służba ochronna pełniona była systemem zmiennym, polegającym na stałym patrolowaniu strefy nadgranicznej i tyłowej, wystawianiu posterunków alarmowych, obserwacyjnych i kontrolnych stałych, patrolowaniu i organizowaniu zasadzek w miejscach rozpoznanych jako niebezpieczne, kontrolowaniu dokumentów i zatrzymywaniu osób podejrzanych, a także utrzymywaniu ścisłej łączności między oddziałami i władzami administracyjnymi. Miejscowość, w którym stacjonowała kompania graniczna, posiadała status garnizonu Korpusu Ochrony Pogranicza.
3 kompania graniczna „Bakszty” w 1934 ochraniała odcinek granicy państwowej szerokości 30 kilometrów 110 metrów. Po stronie sowieckiej granicę ochraniały zastawy „Słobódka” i „Czyrewicze” z komendantury „Manuły” .
Kompanie sąsiednie:
- 2 kompania graniczna KOP „Bryckie” ⇔ 1 kompania graniczna KOP „Dubrowa” – 1928[9], 1929[10], 1931[8] , 1932[11], 1934[12], 1938[13]

## Walki kompanii w 1939
17 września 1939 o 3:30 została zaatakowana 3 kompania graniczna „Bakszty Małe”. Załoga strażnicy „Budźki” broniła się prawie godzinę, a jej opór złamano o 4:25. Do niewoli dostało się 6 żołnierzy, napastnicy mieli jednego zabitego i jednego rannego. Do godz. 5:35 walczyła załoga strażnicy „Bakszty Małe”. Po stronie polskiej miało zginąć 2 oficerów, zaś pięciu odnieść ciężkie rany. Sowieci wzięli do niewoli 25 żołnierzy. Ich straty wyniosły 2 ciężko i jeden lekko ranny.
Rano 18 września, w trakcie próby zniszczenia mostu na Berezynie, kompania została zaatakowana przez batalion rozpoznawczy sowieckiej 6 BPanc. Do niewoli dostało się 9 żołnierzy, w tym 2 oficerów.

## Struktura organizacyjna
| Struktura organizacyjna kompanii granicznej KOP „Bakszty Małe” |                                   |                              |                                |
| Lata                                                           | 1928 – 1934                       | 1938                         | 17 września 1939               |
| Strażnice                                                      | (41) strażnica KOP „Budźki”       | strażnica KOP „Budźki”       | 1 strażnica KOP „Buźki”        |
| Strażnice                                                      | (42) strażnica KOP „Klimonty”     | –                            | –                              |
| Strażnice                                                      | strażnica KOP „Bakszty Wielkie”   | strażnica KOP „Bakszty Małe” | 2 strażnica KOP „Bakszty Małe” |
| Strażnice                                                      | (44) strażnica KOP „Radoszkowice” | strażnica KOP „Radoszkowice” | 3 strażnica KOP „Radoszkowice” |
| Inne                                                           |                                   |                              | pluton odwodowy                |

## Dowódcy kompanii
| Stopień, imię i nazwisko  | Okres pełnienia służby      | Kolejne stanowisko |
| ------------------------- | --------------------------- | ------------------ |
| kpt. Bolesław II Kowalski | był 30 IX 1928 − 20 IV 1930 | odszedł do 39 pp   |
| kpt. Karol Nałęcki        | 15 IV 1930 −                |                    |
| kpt. Stanisław Rawa       | – 1939                      |                    |